# DINOSAUR (B'zのアルバム)
『DINOSAUR』（ダイナソー）は、B'zの20作目のオリジナル・アルバム。2017年11月29日にVERMILLION RECORDSより発売。

## 概要
B'z結成30周年突入時に発表された、B'zとして通算20作目となるオリジナル・アルバム。「30周年」「20作目」という記念アルバムであるが、メンバーは制作時には全く意識しておらず、後からスタッフに「節目です」と指摘されて気付いたと振り返っている。また、発売から約1年半後に元号が平成から令和に改元されたため、本作が平成に発売された最後のCD作品となった。
オリジナル・アルバムとしては、前作『EPIC DAY』から2年8ヶ月ぶりとなる。シングルとして発売された「声明」と「Still Alive」や、「B'z×セブン-イレブンフェア」のTVCMソングとして先行公開されていた「CHAMP」を含む13曲を収録している。2015年リリースの52ndシングル「RED」、2016年リリースの配信シングル「世界はあなたの色になる」、「フキアレナサイ」は未収録となっている。
初回限定盤に付属する特典DVDおよびBlu-ray Discには、2017年8月に開催された野外ロックフェスティバル『ROCK IN JAPAN FESTIVAL 2017』に出演した際のライブ映像を完全収録している。
2018年に結成30周年記念として今まで発売されたオリジナル・アルバムと共にアナログレコード化された。

## 制作
2016年から2017年3月まで、メンバーはそれぞれソロ活動を行っていたが、B'zの楽曲制作もソロ活動の合間を縫って進められていた。本格的に制作がスタートしたのは2017年4月からである。本作では、松本が氷室京介の紹介を受けて知り合ったYukihide "YT" Takiyama（以下、YT）をメインアレンジャーとして迎え、ハワイのレコーディングスタジオで松本、稲葉と、YTの3人によってプリプロダクションが行われた。その後ロサンゼルス、東京と場所を移しながら制作が進められた。
B'zの作品では長年、ビーイングのギターテックチーム『FAT』が中心となり、FAT特製ギターアンプを初めとしたオリジナルの機材を用いて音創りが行われ、毎回「決まった機材を使って決まったやり方でレコーディングする」という手順であった。本作ではその方法を見直し、様々な機材を試す方法がとられた。それまでのレコーディングでも、ギターに関しては一曲ごとに様々なギターを試してベストなサウンドを選んでいたが、本作ではそれに加えてアンプも相当な数を準備していろいろ差し替えたり、楽器の収録マイクの位置も細かく調整してレコーディングを行った。

## リリース形態
通常盤
CDのみの形態。
初回限定盤
「CD+DVD」及び「CD+Blu-ray」の形態。付属の映像ソフトには、『ROCK IN JAPAN FESTIVAL 2017』2017年8月5日公演での、B'zのライブ映像を完全収録。

## 収録曲
| 全作詞: 稲葉浩志、全作曲: 松本孝弘。 |                        |           |            |                                            |      |
| #                                    | タイトル               | 作詞      | 作曲・編曲 | 編曲                                       | 時間 |
| 1.                                   | 「Dinosaur」           | 稲葉浩志  | 松本孝弘   | 松本孝弘・稲葉浩志・Yukihide "YT" Takiyama | 5:11 |
| 2.                                   | 「CHAMP」              | 稲葉浩志  | 松本孝弘   | 松本孝弘・稲葉浩志・Yukihide "YT" Takiyama | 3:36 |
| 3.                                   | 「Still Alive」        | 稲葉浩志  | 松本孝弘   | 松本孝弘・稲葉浩志・寺地秀行               | 4:41 |
| 4.                                   | 「ハルカ」             | 稲葉浩志  | 松本孝弘   | 松本孝弘・稲葉浩志・Yukihide "YT" Takiyama | 3:38 |
| 5.                                   | 「それでもやっぱり」   | 稲葉浩志  | 松本孝弘   | 松本孝弘・稲葉浩志・Yukihide "YT" Takiyama | 5:15 |
| 6.                                   | 「声明」               | 稲葉浩志  | 松本孝弘   | 松本孝弘・稲葉浩志・Yukihide "YT" Takiyama | 3:38 |
| 7.                                   | 「Queen Of The Night」 | 稲葉浩志  | 松本孝弘   | 松本孝弘・稲葉浩志・Yukihide "YT" Takiyama | 3:22 |
| 8.                                   | 「SKYROCKET」          | 稲葉浩志  | 松本孝弘   | 松本孝弘・稲葉浩志・Yukihide "YT" Takiyama | 3:34 |
| 9.                                   | 「ルーフトップ」       | 稲葉浩志  | 松本孝弘   | 松本孝弘・稲葉浩志・Yukihide "YT" Takiyama | 3:53 |
| 10.                                  | 「弱い男」             | 稲葉浩志  | 松本孝弘   | 松本孝弘・稲葉浩志・Yukihide "YT" Takiyama | 4:07 |
| 11.                                  | 「愛しき幽霊」         | 稲葉浩志  | 松本孝弘   | 松本孝弘・稲葉浩志・Yukihide "YT" Takiyama | 4:47 |
| 12.                                  | 「King Of The Street」 | 稲葉浩志  | 松本孝弘   | 松本孝弘・稲葉浩志・Yukihide "YT" Takiyama | 3:39 |
| 13.                                  | 「Purple Pink Orange」 | 稲葉浩志  | 松本孝弘   | 松本孝弘・稲葉浩志・Yukihide "YT" Takiyama | 4:56 |
| 合計時間:                            | 合計時間:              | 合計時間: | 54:17      |                                            |      |

| #   | タイトル                     | 作詞 | 作曲・編曲 |
| --- | ---------------------------- | ---- | ---------- |
| 1.  | 「さまよえる蒼い弾丸」       |      |            |
| 2.  | 「Liar! Liar!」              |      |            |
| 3.  | 「さよなら傷だらけの日々よ」 |      |            |
| 4.  | 「有頂天」                   |      |            |
| 5.  | 「裸足の女神」               |      |            |
| 6.  | 「イチブトゼンブ」           |      |            |
| 7.  | 「Still Alive」              |      |            |
| 8.  | 「衝動」                     |      |            |
| 9.  | 「juice」                    |      |            |
| 10. | 「ギリギリchop」             |      |            |
| 11. | 「ultra soul」               |      |            |

## 楽曲解説

### CD
1. Dinosaur
  - 本作の表題曲であるが、アルバムタイトルは全て大文字なのに対し、楽曲の方は頭文字のみ大文字となっている。
  - アルバム制作過程の初期に制作された楽曲で、当初はシングル曲候補でもあった[11]。約1分46秒のイントロのうち、前半のギターパートは「恐竜の雄叫び」をイメージしたもので、楽曲制作後に「頭にイントロダクション的なものをつけたい」という松本のアイデアで追加された[14]。本曲のベースのクレジットにはクリス・チェイニーとバリー・スパークスの2人がクレジットされている。
  - 松本はアルバムの全体的なサウンド創りについて「細かいことをしていなくても、ただパワーコードを鳴らしているだけで凄いインパクトがあるサウンド」と説明し、その例として本曲を挙げ「Dinosaurのコーラス（サビ）はただパワーコード鳴らしているだけ」と解説している[14]。
  - 歌詞は先述の通り、「自分たちのスタイルは恐竜のように時代遅れ」という、稲葉曰くいい意味での開き直りをテーマにしている。また、稲葉によると「恐竜は誰も本物を見たことがない」と未知の部分が多い存在であることに着目し、そこから「頑張って生きてて、自ら進化しようとしている」というイメージを膨らませて歌詞を制作した[1]。
  - MVのイントロ部分で松本が使用しているランダムスターは、LOUDNESSの高崎晃と自身のファイヤーバードをトレードしたものである[15]。
  - 映画『ジオストーム』日本語吹替版主題歌。B'zが洋画の主題歌を担当するのは本曲が初となる。製作のワーナー・ブラザースは、「松本孝弘が奏でる激しいギターサウンドとボーカル、稲葉浩志の情熱がほとばしる歌詞で魅了するB'zしかいない」とオファー。それを受けたB'zサイドは「昔ながらの男だが芯が強く進化していく主人公の姿が歌詞に登場するDinosaur（恐竜）に重なる」と感じ、本アルバム収録曲から「Dinosaur」を用意した。監督のディーン・デヴリンは、「彼らの一貫したブレない音楽性は、本作の主人公、ジェイク・ローソンの生き方そのもののようで、出会うべくして出会った楽曲だと確信しました」などとコメントを寄せている[16][17][18]。
2. CHAMP
  - 「B'z×セブン-イレブンフェア」および「セブンネットショッピング」TVCMソング。CMのために書き下ろされた楽曲。
  - 「Dinosaur」同様にシングル曲候補でもあった[11]。
  - 発売に先駆け、2017年7月から開催された「B'z SHOWCASE 2017 -B'z In Your Town-」で演奏された。
  - MVでは、上記のSHOWCASEでの模様に加え、過去のライブ映像も使用している。
3. Still Alive
  - 53rdシングル『声明/Still Alive』2nd beat。
4. ハルカ
  - 松本のソロ活動の際に一緒にプレイしたスティーヴ・ビルマンが、ベーシストとして参加している。松本は当時ライブで一緒になった時のスティーヴのプレイを気に入り、松本の推薦で本曲と「Queen Of The Night」を演奏してもらった。この曲に至っては、わざわざ彼のためにベースソロパートを開けて待っていたという[14]。
5. それでもやっぱり
6. 声明
  - 53rdシングル『声明/Still Alive』1st beat。
7. Queen Of The Night
  - 「Queen Of The Night」とは、日本語で植物の「月下美人」を意味する。
  - 70年代の終わりから80年代の初頭ぐらいにかけて流行ったサウンドを意識して制作された曲。松本は「当時リアルタイムで聞いていたこともあり、そういう匂いのする曲をやりたいと思った」と語っている[11]。
  - アルバムツアーでは本作唯一の未演奏曲となった。
8. SKYROCKET
  - 「SKYROCKET」とは、日本語で「ロケット花火」を意味する。
9. ルーフトップ
  - ギターリフにはエレキシタールの音が重ねられており、シタールの音は後付けである[14]。この曲で使用されたギターはゴールドトップ（1957年製のリイシュー）1本であるが、アンプは「ショウマン」「マーシャルJMP」「EVH5150III」を使い分けており、ギターを変えずアンプを変えて音の差を作り出し音創りが行われた[14]。
10. 弱い男
  - ピアノのカッティングや、スラップを混ぜたベースプレイなど、ファンキーなムードの楽曲。ギターリフ先行で創られた楽曲で、松本は「ギターリフに無理やりメロディをぶち込んだ」と振り返っている[14]。曲の間奏では、グレッグ・ヴェイルによる長尺のサックスソロパートが収録されている。松本によると、アレンジの初期の時点で「グレッグに延々とサックスを演奏してもらう」というアイデアはあったという[14]。
11. 愛しき幽霊
  - メロディのアイデア自体は以前から存在しており、松本によると曲のアイデアを保存するマイクロレコーダーの中から「2013年元旦」とメモされたデータからこの曲を見つけたという[14][19]。ギターパートはすべてアコースティック・ギターで演奏されている。
12. King Of The Street
  - コーエーテクモゲームス製作アクションゲーム『真・三國無双8』テーマソング。
  - 往年のハードロックスタイルの楽曲。当初は違うイントロだったが、松本が曲中で弾いていたギターリフのフレーズを稲葉が「イントロはこっちの方がいいんじゃない」と提案したため差し替えてみたところ、前のイントロよりもハマりが良かったということで現在のイントロになった[14]。
  - ライブでは「ギリギリchop」以来となるプロペラ（タオルを頭上でブンブン振り回す）が取り入れられた。
13. Purple Pink Orange
  - ドラマチックなスローチューンのナンバー。松本も「大作になった」と評している[11]。
  - 歌詞のモチーフは前から存在していた。この曲のメロを聴いたときに、そのモチーフが合いそうと思い使用したとのこと[1]。
  - アウトロのギターソロは、松本によるとほぼ一発録りだったという。当初は多少練ったソロにすることを考えていたが、アドリブで弾いたテイクを聴いているうちに気に入り、そのテイクにハーモニーをつけて完成させた[11]。

### DVD/Blu-ray Disc (初回限定盤のみ)
『ROCK IN JAPAN FESTIVAL 2017』2017年8月5日公演でのライブ映像。
1. さまよえる蒼い弾丸
2. Liar! Liar!
3. さよなら傷だらけの日々よ
4. 有頂天
5. 裸足の女神
6. イチブトゼンブ
7. Still Alive
8. 衝動
9. juice
10. ギリギリchop
11. ultra soul

## タイアップ
シングル曲については各作品の項目を参照
- ワーナー・ブラザース映画『ジオストーム』日本語吹替版主題歌(#1)
- B'z×セブン-イレブンフェア TVCMソング(#2)
- 「セブンネットショッピング」TVCMソング(#2)
- コーエーテクモゲームス『真・三國無双8』テーマソング(#12)

## 参加ミュージシャン
- 松本孝弘：ギター、全曲作曲・編曲
- 稲葉浩志：ボーカル、全曲作詞・編曲
- Yukihide "YT" Takiyama：編曲(#1.2.4-13)、バックグラウンドボーカル(#7.8.10.12)
- 寺地秀行：編曲・ボーカルディレクション(#3)
- サム・ポマンティ：バックグラウンドボーカル(#8.9)
- トミー・クルフェトス：ドラム(#1.2.6.8.9.12)
- シェーン・ガラース：ドラム(#3-5.7.10.11.13)
- バリー・スパークス：ベース（#1.5.8-13）
- クリス・チェイニー：ベース(#1.2.6)
- トラヴィス・カールトン：ベース(#3)
- スティーブ・ビルマン：ベース(#4.7)
- ジェフ・バブコ：キーボード(#1.2.4-13)
- レニー・カストロ：パーカッション(#1.2.6)
- 斎藤ノヴ：パーカッション(#4.5.7.8.11-13)
- グレッグ・ベイル：サクソフォーン(#10)
- NORIHISA MATSUDA：ギターテクニシャン(#1.4.5.7-13)
- AKIHITO "AK" ONUKI：ギターテクニシャン(#1-3.6)

## 特典DVD/Blu-rayサポートメンバー
- 増田隆宣：キーボード
- シェーン・ガラース：ドラム
- バリー・スパークス：ベース
- 大賀好修：ギター

## ライブ映像作品
シングル曲については各作品の項目を参照
Dinosaur
- B'z LIVE-GYM 2017-2018 “LIVE DINOSAUR”

CHAMP
- B'z LIVE-GYM 2017-2018 “LIVE DINOSAUR”

ハルカ
- B'z LIVE-GYM 2017-2018 “LIVE DINOSAUR”

それでもやっぱり
- B'z LIVE-GYM 2017-2018 “LIVE DINOSAUR”

SKYROCKET
- B'z LIVE-GYM 2017-2018 “LIVE DINOSAUR”

ルーフトップ
- B'z LIVE-GYM 2017-2018 “LIVE DINOSAUR”

弱い男
- B'z LIVE-GYM 2017-2018 “LIVE DINOSAUR”

愛しき幽霊
- B'z LIVE-GYM 2017-2018 “LIVE DINOSAUR”

King Of The Street
- B'z LIVE-GYM 2017-2018 “LIVE DINOSAUR”

Purple Pink Orange
- B'z LIVE-GYM 2017-2018 “LIVE DINOSAUR”